# ごぼとん丼
ごぼとん丼（ごぼとんどん）は、長野県下伊那郡松川町で販売されているご当地グルメである。

## 概要
2005年、地産地消のコンセプトの元、地元の有志団体「松川ごぼとん丼会」が開発した丼料理で、地元産リンゴやウメで育った黒豚と地元産ごぼうをじっくりと煮たものがご飯の上に乗せられている が、提供する店舗によってその調理法は様々である。2005年、長野朝日放送が主催する映像コンテスト「abn・八十二 ふるさとCM大賞NAGANO」で、ごぼとん丼を宣伝した「魁!ハナの【ごぼとん応援団!】」が審査員特別賞（ユーモア賞）を受賞した。
2009年に設立した諏訪・伊那地方のご当地どんぶりをアピールする団体「信州・天竜川どんぶり街道の会」に加盟している。
2014年には、ごぼとん丼を提供する「美冨久」が全国丼連盟が主催する第1回全国丼グランプリのご当地丼部門で金賞を獲得した。

## 参考
- 「ごぼとん丼」公式サイト